# PTRS-41
1941년형 시모노프 대전차소총(러시아어: ПротивоТанковое Ружьё Симонова 1941; PTRS-41)은 제2차 세계 대전중 소련군이 사용한 반자동 대전차소총이다. 기존의 PTRD-41의 단점이었던 단발사격을 보완하기 위해 만들어졌다. 5발의 14.5mm 탄창클립을 사용하여 연속사격을 가능하게 하여 신속사격을 하게 만들었다. 하지만 PTRS는 반자동사격으로 구조를 바꾸면서 구조가 PTRD보다 복잡해졌고, 이미 PTRD가 대량생산되어 소련군에 보급되었기 때문에 PTRS 41는 많이 보급되지 못하고 거의 사용되지 않았다. 반자동이었지만 복잡한 탓에 사용빈도가 많지 않았다.

## 같이 보기
- 덱탸료프 대전차소총
- 보이스 대전차소총
- 라흐티 L-39
- 97식 자동포